# Іподромний провулок (Київ)
Іподро́мний прову́лок — провулок в Печерському районі міста Києва, місцевість Печерськ. Пролягає від Хрестового провулку до вулиці Михайла Омеляновича-Павленка.

## Історія
Вулиця виникла в середині XIX століття, мала назву Еспланадний провулок (як прилеглий до Еспланадної вулиці — тепер вулиці Михайла Омеляновича-Павленка). На деяких картосхемах початку XX століття позначена як Іподромний провулок, від розташованого на вулиці Михайла Омеляновича-Павленка Печерського іподрому (тепер не існує). З 1952 року — Суворовський провулок, на честь російського полководця Олександра Суворова. 
1974 року отримала назву вулиця Григорія Царика, на честь українського токаря-інструментальникв київського заводу «Арсенал», депутата Верховної Ради УРСР 2—8-го скликань Григорія Царика.
Сучасну історичну назву відновлено 2023 року.

## Установи
- Відділення зв'язку № 10